# Rue Madame
Pour les articles homonymes, voir Madame (homonymie).
La rue Madame est une voie située à cheval sur le quartier de l'Odéon et le quartier Notre-Dame-des-Champs dans le 6e arrondissement de Paris.

## Situation et accès

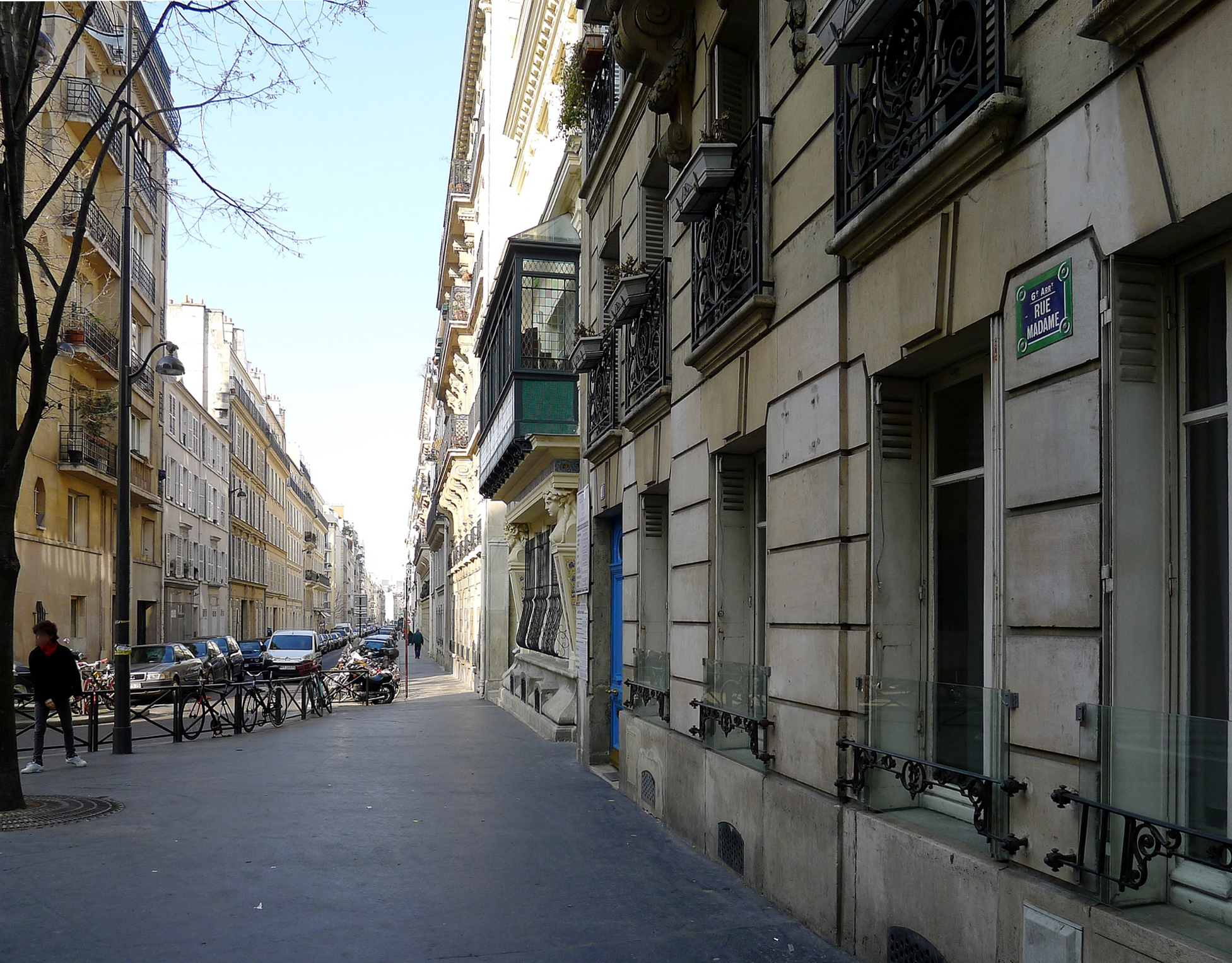
Rue Madame vue depuis la rue d'Assas.

La rue Madame est desservie à proximité par la ligne 4 à la station Saint-Sulpice et par la ligne 12 à la station Notre-Dame-des-Champs.

## Origine du nom

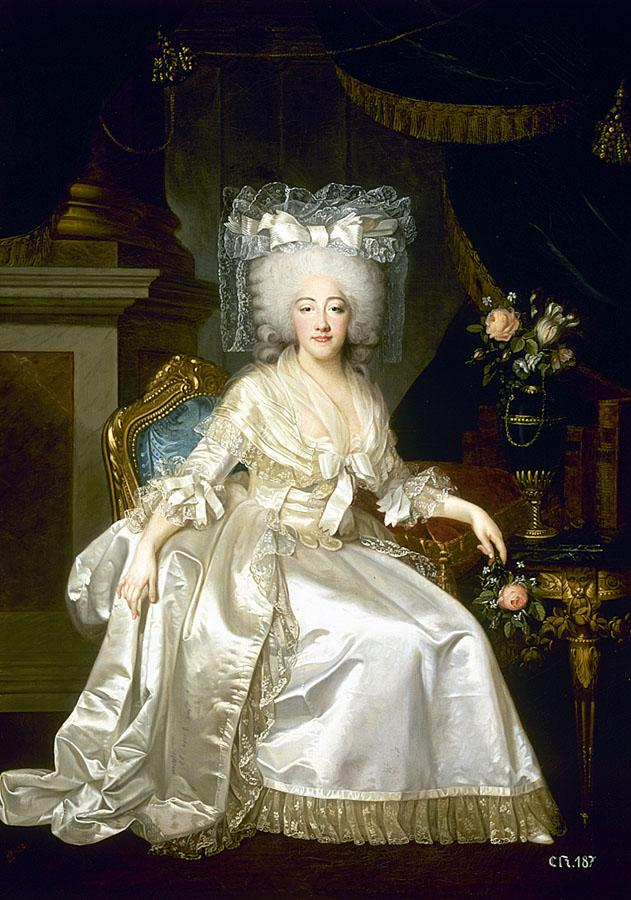
Marie-Joséphine de Savoie.

La rue Madame tient son nom de Marie-Joséphine de Savoie, princesse de Sardaigne, qui était appelée « Madame » car elle était l'épouse de « Monsieur », le frère du roi Louis XVI, c'est-à-dire le comte de Provence, futur Louis XVIII, la rue Monsieur étant par ailleurs nommée en l'honneur de ce dernier.

## Historique

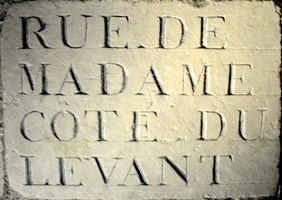
Plaque dans la galerie d'inspection se trouvant sous la rue dans les carrières souterraines de Paris « Rue de Madame, côté du Levant » (« Rue Madame, côté est »).

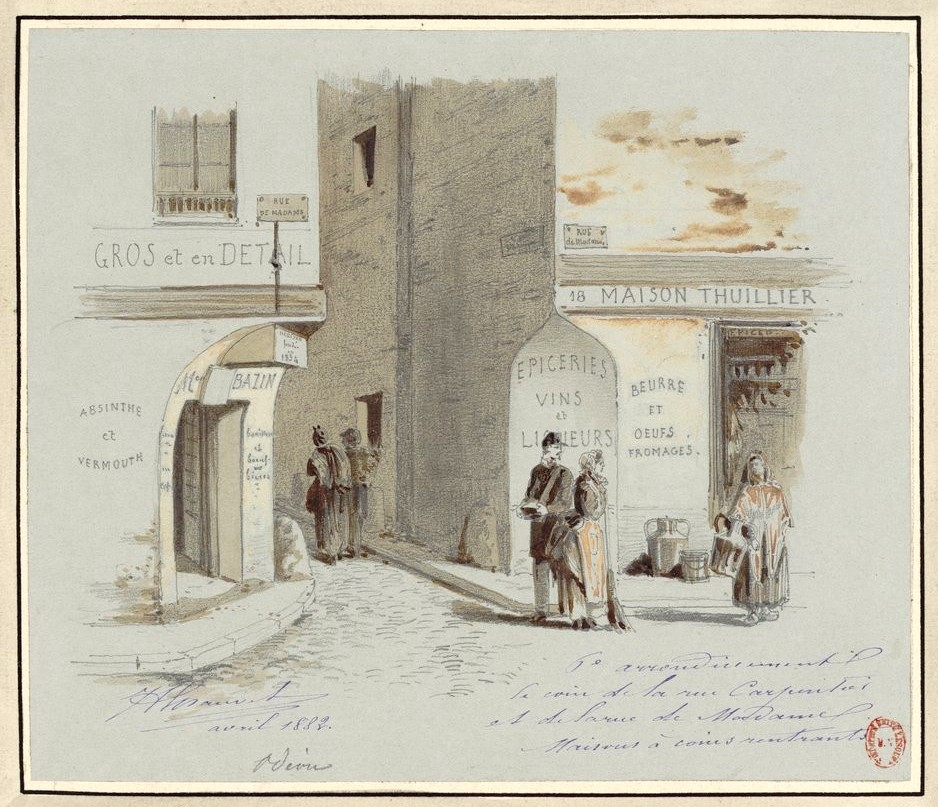
Le commencement de la « rue Carpentier » (actuelle rue Marie-Pape-Carpantier), dans la rue Madame, tel qu'en 1882.

La rue est le résultat de l'amalgame en 1877 de deux rues ouvertes à différentes époques :
1. la « rue du Gindre »[note 1],[2], ouverte en 1547 entre la rue de Mézières et la rue du Vieux-Colombier, et en 1866 entre la rue du Vieux-Colombier et la rue de Rennes ;
2. la « rue Madame », ouverte en 1790 entre la rue d'Assas et la rue de Vaugirard, et en 1824, entre la rue de Vaugirard et la rue de Mézières.

La « rue du Joindre » puis « rue du Gindre » a été ouverte en 1547. 
Elle est citée sous le nom de « rue du Gindre » dans un manuscrit de 1636 dont le procès-verbal de visite, en date du 30 avril 1636, indique qu'elle est « en aucuns endroitz nette, et en d'autres avons veu plusieurs boues et fanges ».
En 1790, la « rue Madame » à proprement parler est ouverte entre la rue de Vaugirard et la rue d'Assas, sur les terrains du jardin du Luxembourg. De 1793 à 1806, durant la période de la Révolution française, la « rue Madame » est rebaptisée « rue des Citoyennes », période à l'issue de laquelle elle reprendra son nom initial.
La « rue Madame » est ensuite prolongée en 1824 entre la rue de Vaugirard et la rue de Mézières. La nouvelle voie est ouverte sur les terrains de deux institutions religieuses dont les propriétés étaient devenues biens nationaux en 1794 : 
- entre la rue de Vaugirard et la rue Honoré-Chevalier, le couvent des religieuses du Précieux-Sang, installé dans les années 1650, rue de Vaugirard ;
- entre la rue Honoré-Chevalier et la rue de Mézières, l'ancien noviciat des Jésuites, installé en 1612 dans l'ancien hôtel de Mézières et qui rapidement finit par occuper un vaste terrain délimité par les rues du Pot-de-Fer (actuelle rue Bonaparte), Mézière, Cassette et Honoré-Chevalier[1],[4].

En 1866, dans le cadre du prolongement de la rue de Rennes au-delà de la rue de Vaugirard, il est décidé d'élargir la « rue du Gindre » et de la prolonger jusqu'à la nouvelle rue de Rennes (entraînant la suppression de la rue Neuve-Guillemin situé entre la rue du Vieux-Colombier et la rue du Four). Le dessin original n'est cependant réalisé qu'en partie car la partie située à proximité de la rue du Vieux-Colombier n'est pas élargie ; la partie nouvelle (entre la rue de Rennes et la rue du Vieux-Colombier) n'est donc pas dans le prolongement direct de la partie ancienne de la rue.
La « rue du Gindre » est réunie à la « rue Madame » en 1877.

## Bâtiments remarquables et lieux de mémoire
- C'est dans cette rue que vint habiter le graveur et illustrateur Paul Adrien Bouroux lorsqu'il retourna à Paris en 1905, avant de s'installer rue d'Assas[8].
- Les salles des fêtes de la mairie du 6e arrondissement de Paris donnent sur cette rue. Cette aile de la mairie a été construite de 1881 à 1886 par l'architecte Paul-Léon Ginain[9].
- Nos 3-5-7 : école de dessin portant aujourd'hui le nom de « lycée polyvalent Maximilien-Vox », que fréquentèrent entre autres Frédéric Back de 1937 à 1938 et Germaine Bouret.
- No 11 : Natalia Cheremetievskaïa (1880-1952), veuve du grand-duc Michel, vécut ici dans le plus grand dénuement.
- No 27 : le peintre romantique Paul Huet y peignait dans sa chambre. En 1822, Delacroix, qui deviendra son ami, vient le voir peindre L'Orage à la fin du jour[10].
- No 28 :  le compositeur Nguyen Thien Dao y vit de 1980 à 2005 ; une plaque lui rend hommage.
- No 29 : Albert Camus, écrivain, philosophe, dramaturge et journaliste français, récompensé du prix Nobel de littérature en 1957, habite au 29, rue Madame vers la fin de sa vie. L'appartement est toujours dans la famille.
- No 35 : le peintre paysagiste Paul Huet y meurt le 9 janvier 1869 d'une embolie pulmonaire et « de chagrin ». Sur son bureau, on trouve un mot « MORT JE SUIS »[11].
- No 37 : les peintres Adolphe Barnoin (1853-?) et Henri Alphonse Barnoin (1882-1940), son fils, y vécurent[12].
- No 45 : le sculpteur Maximilien Constant Delafontaine (1811-1867), fils du peintre Pierre-Maximilien Delafontaine, y demeure en 1850[13].
- No 46 : le peintre Claudius Lavergne (1815-1887) y a un atelier en 1856 pour réaliser les 12 verrières destinées à la chapelle de l'hôpital Lariboisière[14]. La résistante Sabine Zlatin a vécu dans cette maison[15] ; une plaque lui rend hommage.
- No 48 : l'écrivain Maurice Blanchot y a vécu.
- No 51 : école Bossuet.
- No 52 (et 5, rue Jean-Bart) : immeuble Art déco construit par les architectes Jean Boucher et P. Soulard en 1931, signé en façade[16]. Le peintre Gabriel Martin (1842-1922) y vécut[17].
- No 58 : temple protestant de Luxembourg, de la paroisse Pentemont-Luxembourg de l'Église protestante unie de France[18].
- No 60 : ici se trouvait le premier atelier du peintre Armand Berton (1854-1927)[19], avant qu'il ne s'installe au 9, rue de Bagneux.
- No 63 : emplacement du théâtre du Luxembourg, dont le premier propriétaire est Bobino[20].
- No 70 : le mathématicien Laurent Schwartz a vécu dans cette maison[21].
- No 81 : à partir de 1906, l'architecte décorateur et peintre Louis Süe et son associé Paul Huillard installent une agence à cette adresse[22]. Le juriste et homme politique Raphaël Alibert y demeure jusqu'en 1913[23]

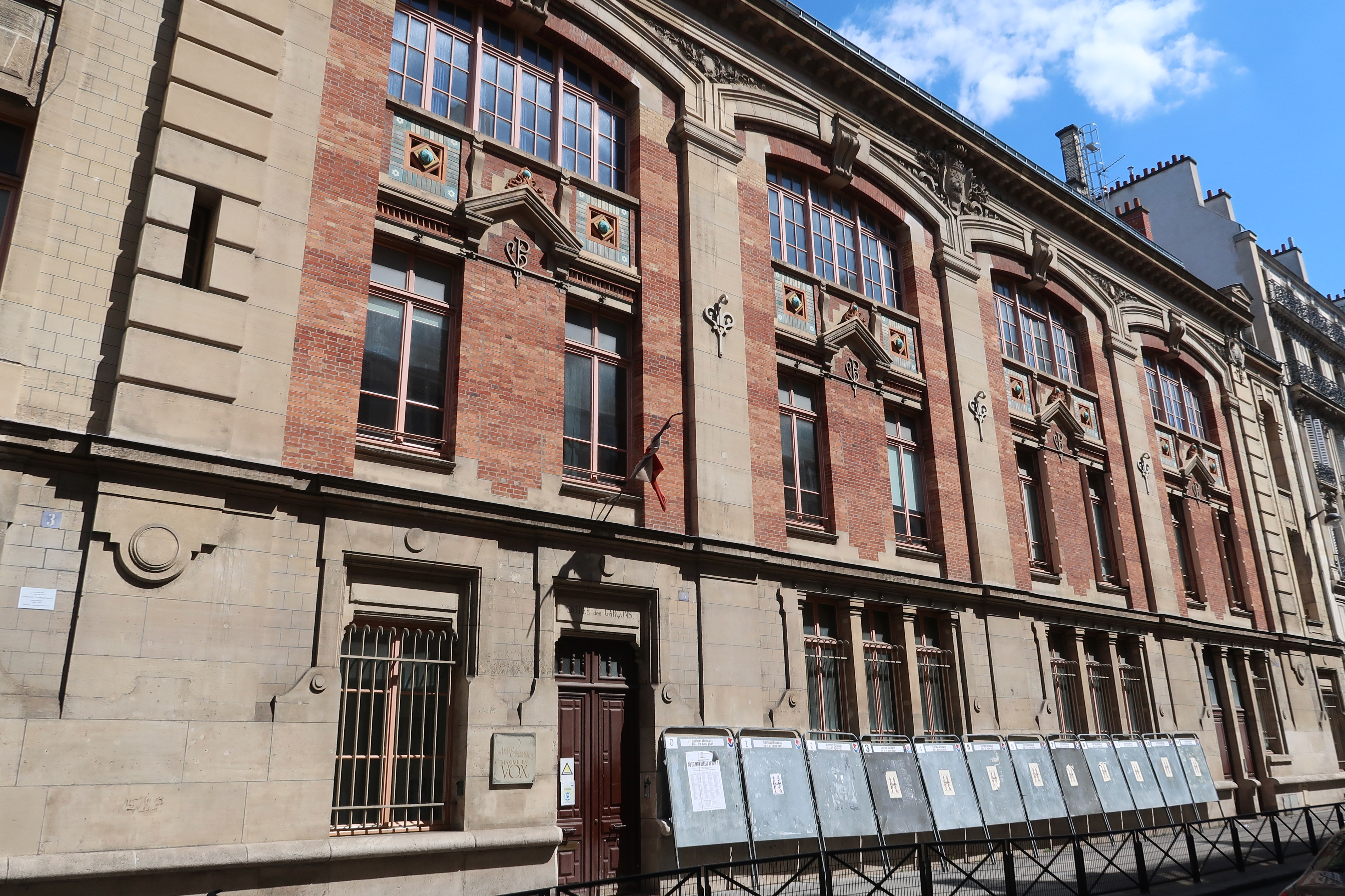
Lycée au no 5.
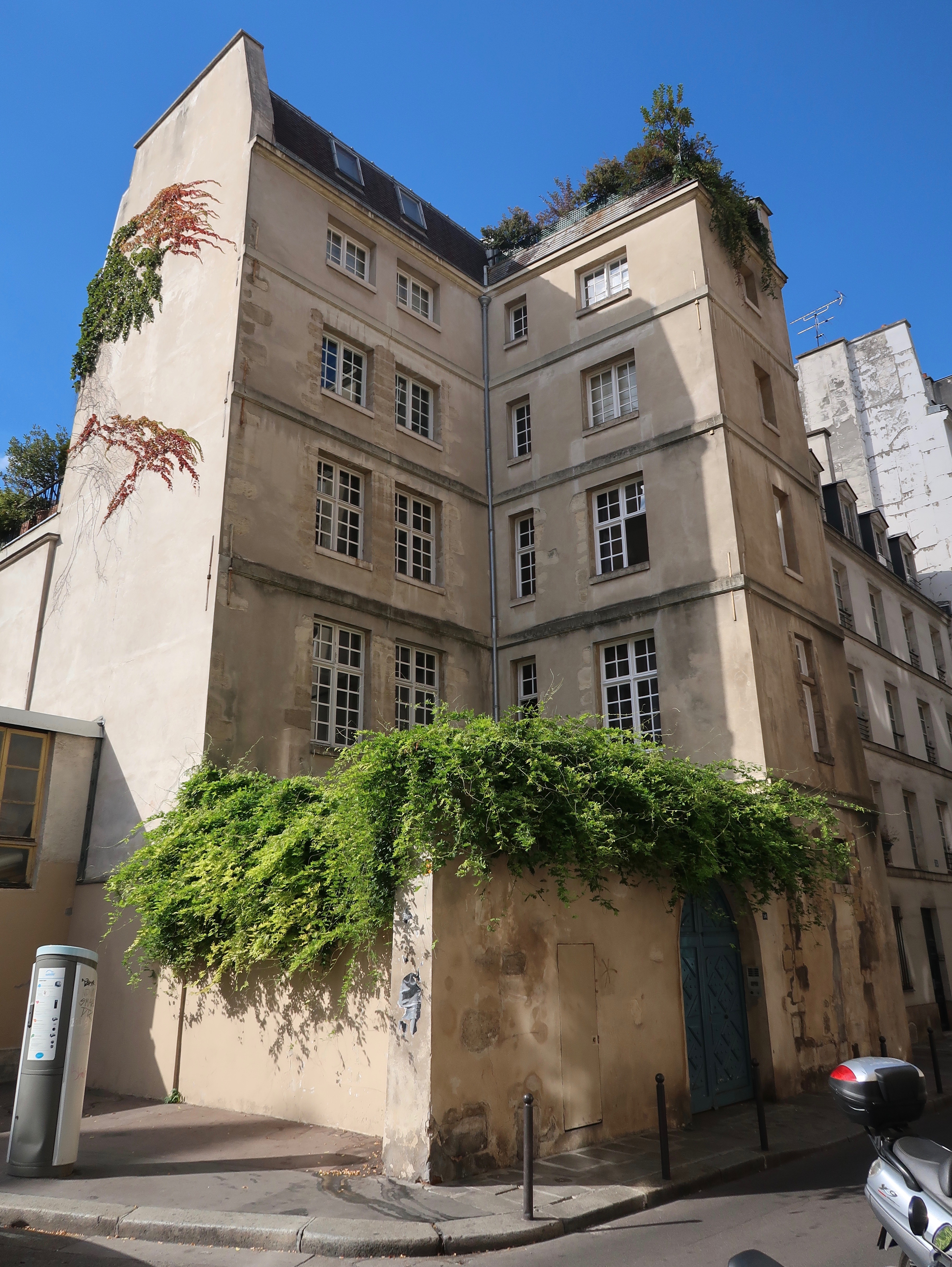
No 16.
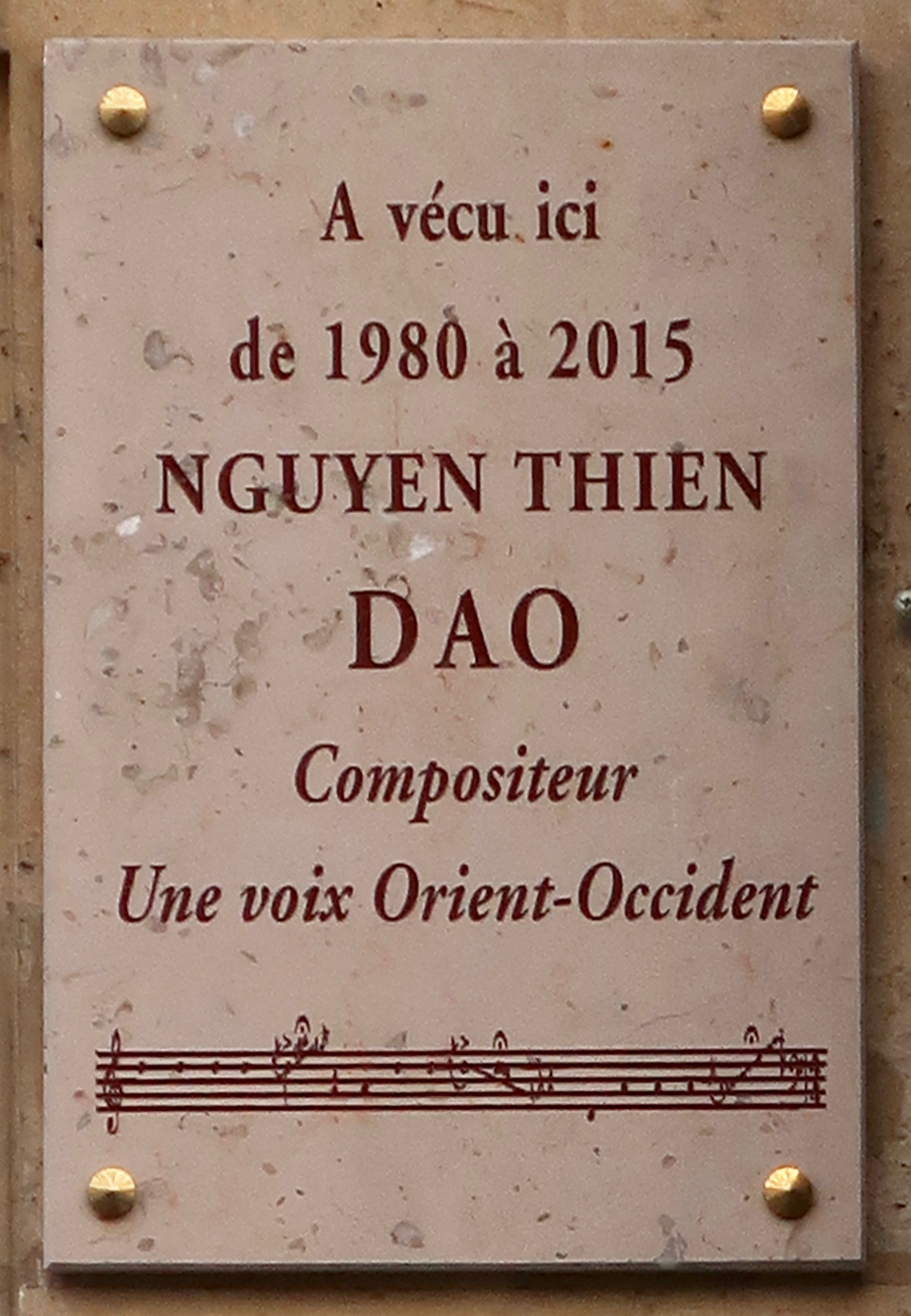
Plaque rendant hommage à Nguyen Thien Dao au no 28 de la rue.
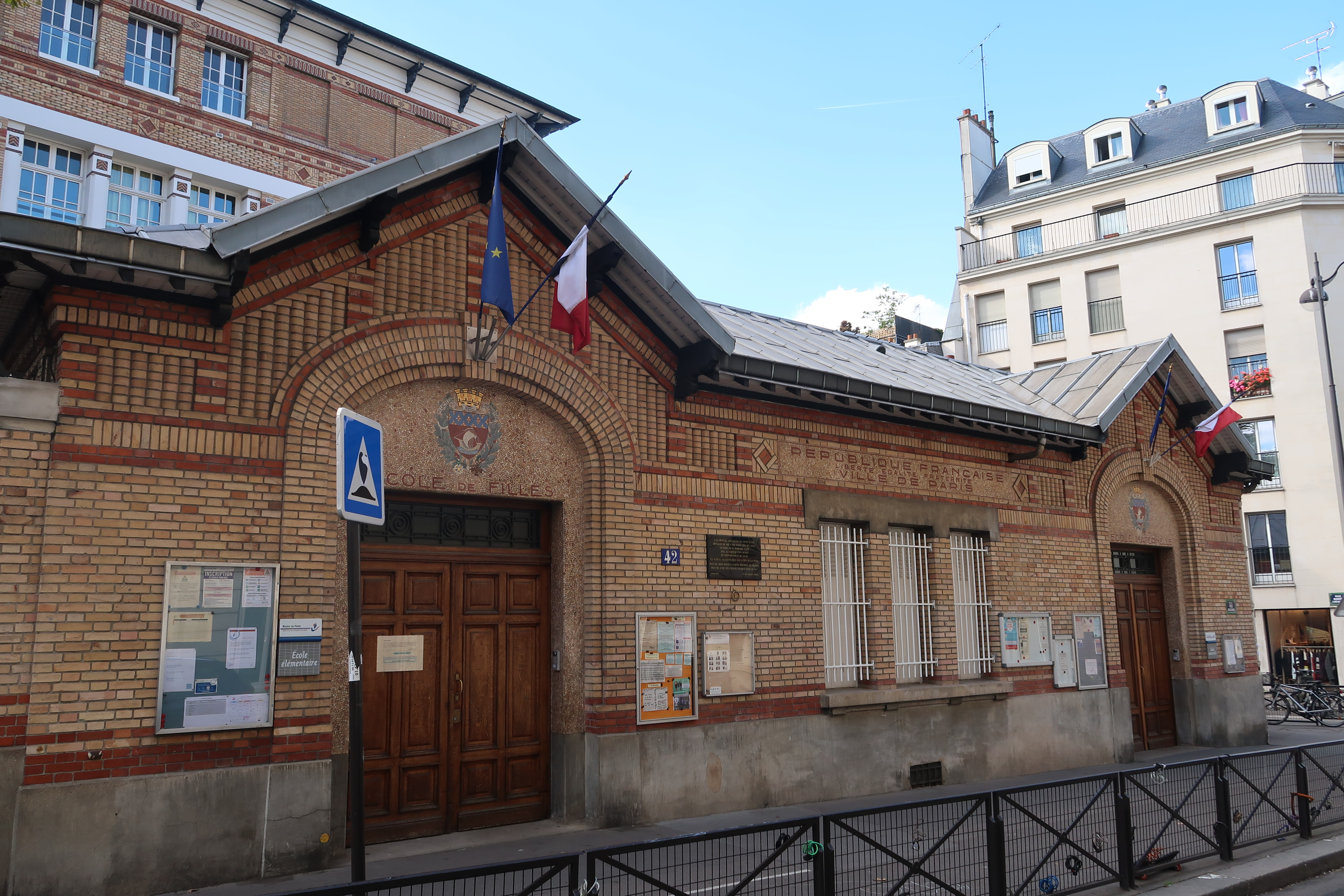
École au no 42.
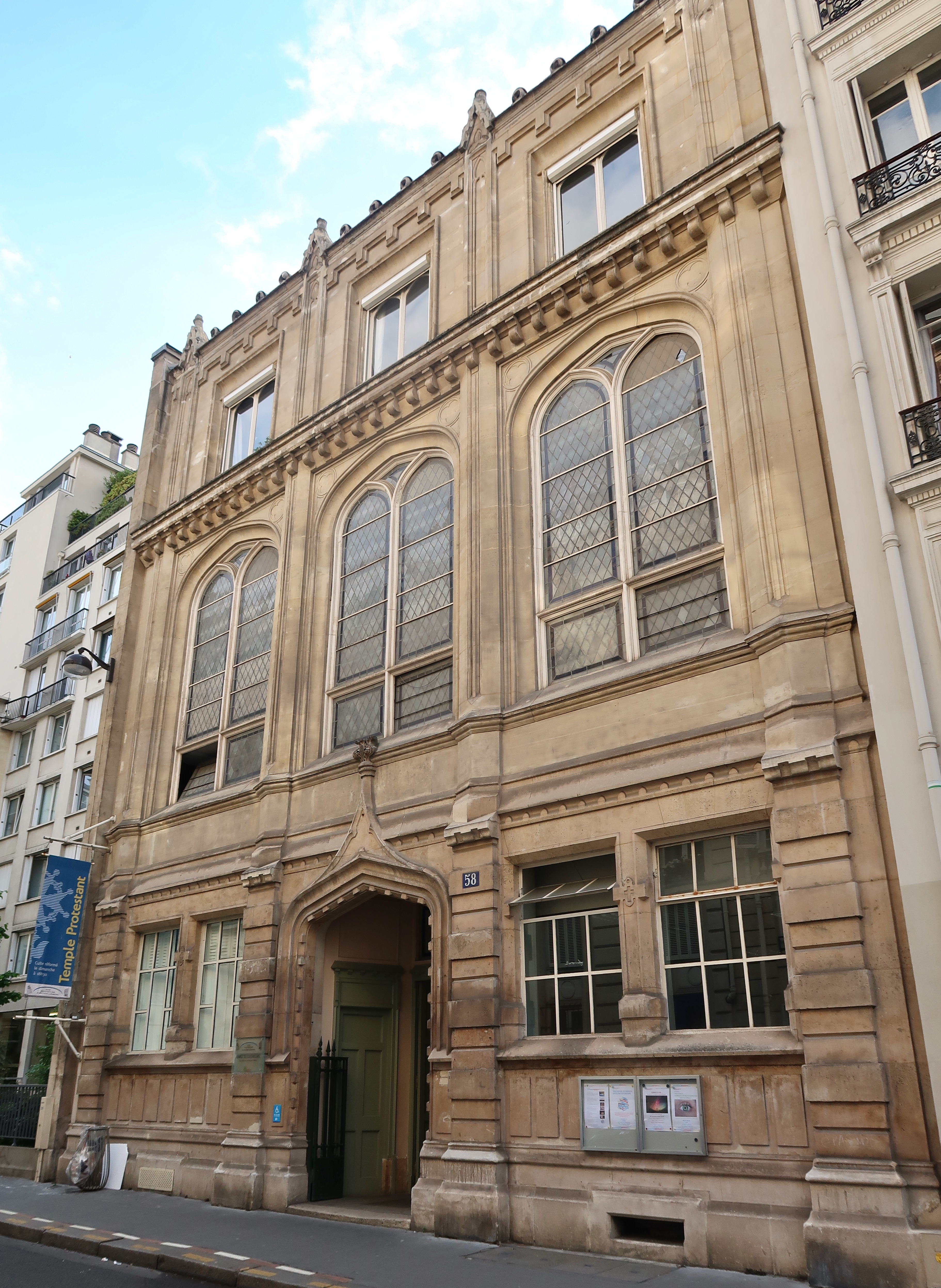
Temple protestant au no 58.
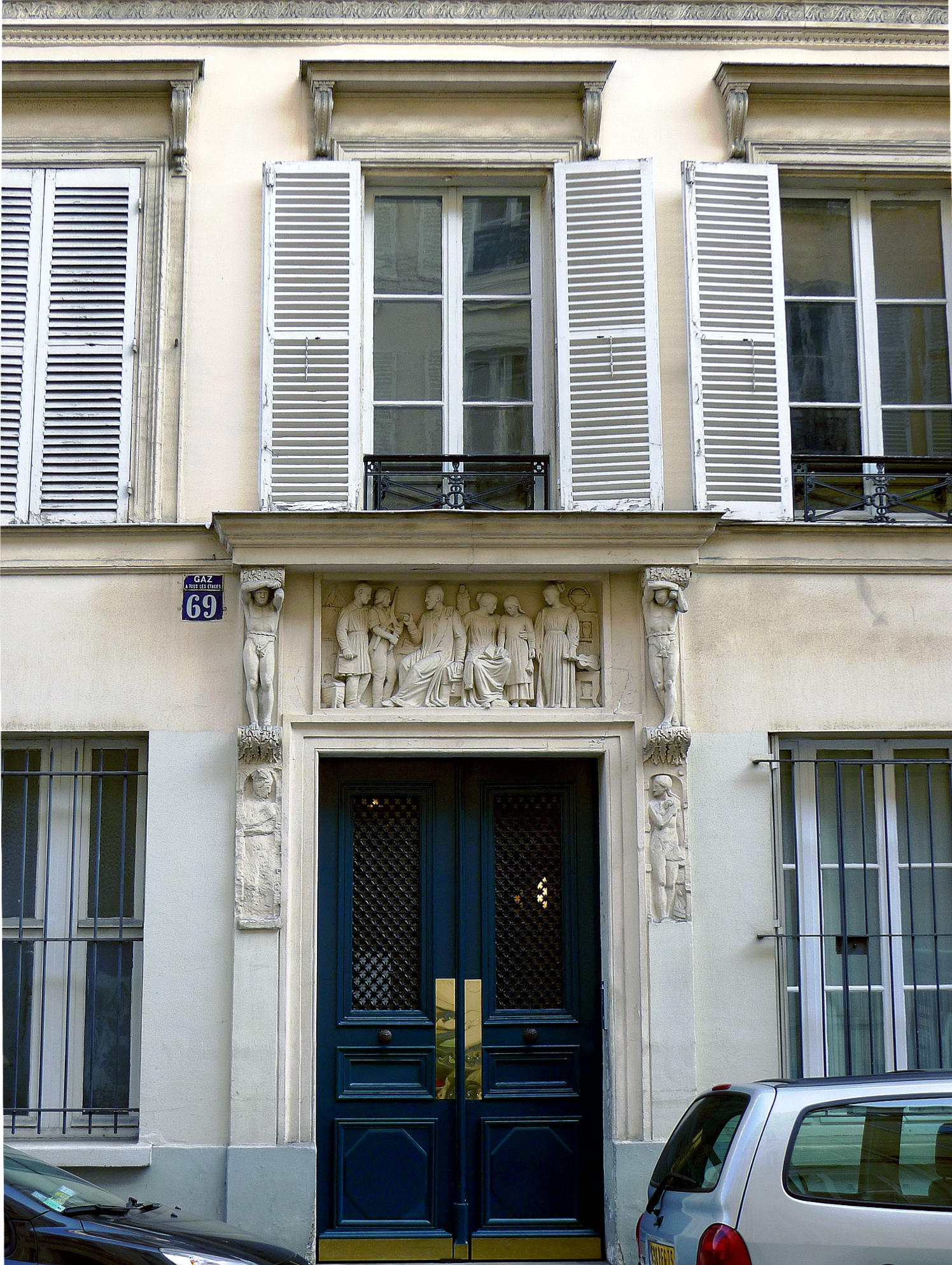
No 69.
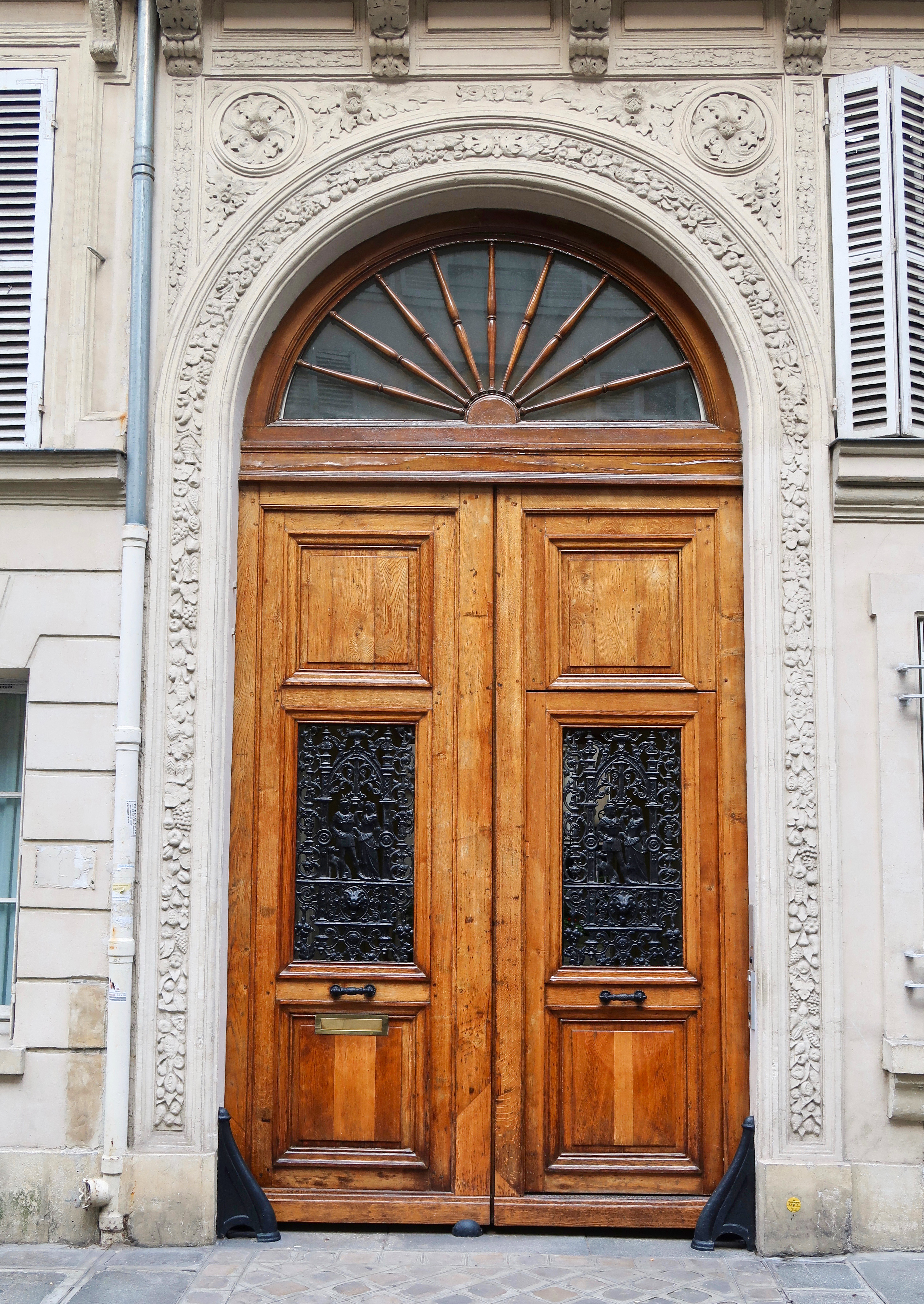
No 75.
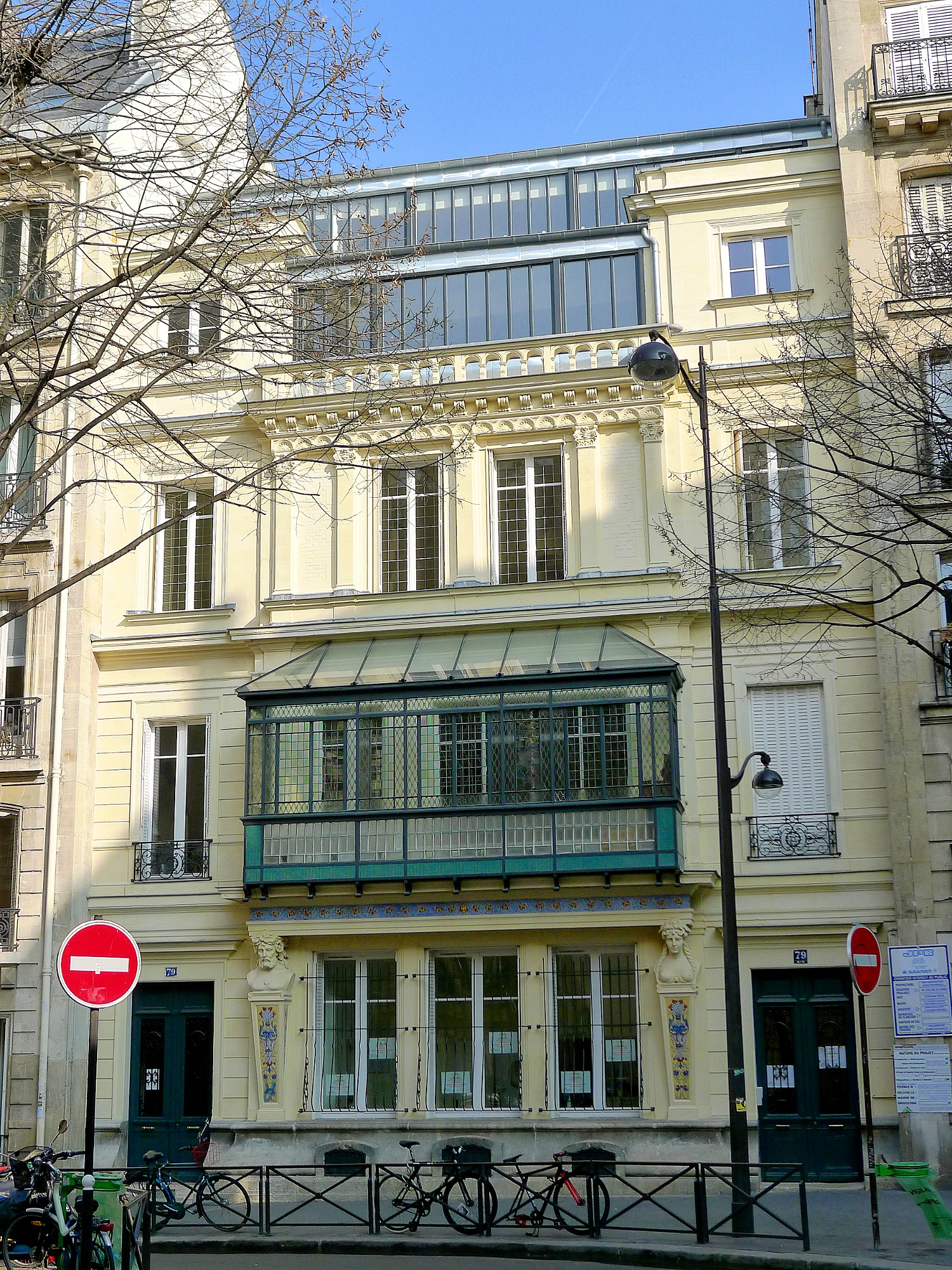
No 79.
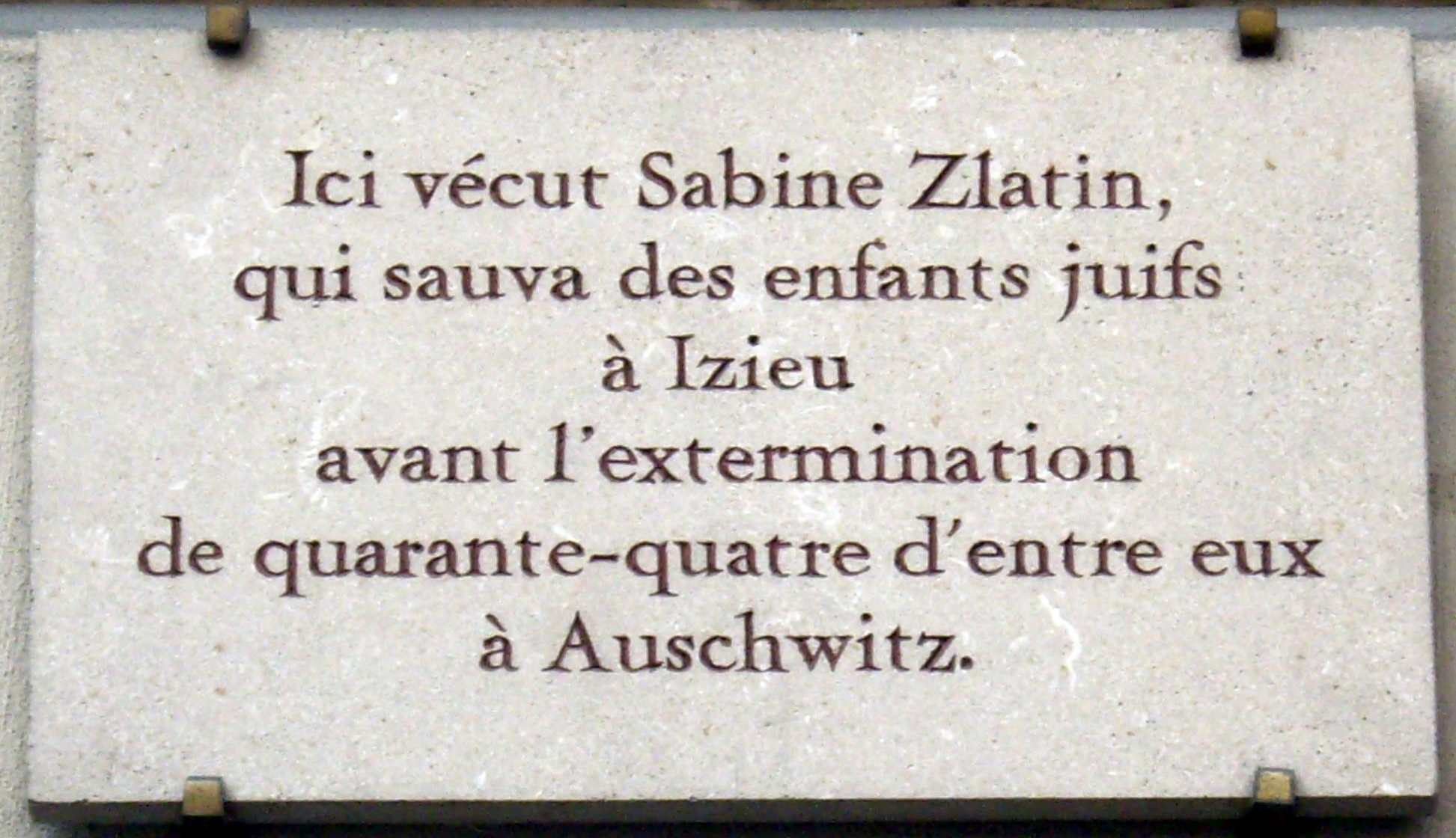
Plaque rendant hommage à Sabine Zlatin, au no 46 de la rue.